# Roland Delattre (écrivain)
Pour les articles homonymes, voir Roland Delattre.
Roland Delattre, né à Etterbeek en Belgique en 1952, est un enseignant, chercheur, écrivain et poète vaudois.

## Biographie
Devenu citoyen suisse en 1993, Roland Delattre vit en Valais pendant vingt-trois ans avant de déménager dans le canton de Vaud, à Savigny plus exactement.
Licencié en pédagogie curative, Roland Delattre enseigne dans un collège et fait de la recherche sur les mammifères marins aux universités d'Amiens et de Montpellier. Il collabore ainsi à diverses revues scientifiques suisses et françaises.
Homme de lettres, il se consacre à la poésie. Il fait partie de l'Association 813 (sur le roman policier) et de la Fondation C.F. Ramuz. En 1998, il reçoit le Prix de l'Association des écrivains valaisans (catégorie poésie).

## Sources
- « Roland Delattre », sur la base de données des personnalités vaudoises sur la plateforme « Patrinum » de la Bibliothèque cantonale et universitaire de Lausanne.
- Sabine Leyat, Les auteurs du Valais romand 1975-2002, p. 58.

## Ouvrages
- Où vont la rivière et le pré, Paris, Académie européenne du livre, 1989  (ISBN 978-2-87739-087-3) ;
- Le centre des cercles infinis: pérégrinations en cinq cercles d'un ermite littéraire : poèmes, Sierre : Monographic, 1993 ;
- Traits d'errance, Lausanne : Editorel, 1988.